# Regiony statystyczne Słowenii według NUTS
Uzasadnienie:  Oba artykuły opisują to samo – podział statystyczny kraju obowiązujący w jakimś okresie
W kodach NUTS (Klasyfikacja Jednostek Terytorialnych do Celów Statystycznych) Słowenii (SI) rozróżnia się trzy poziomy:
| Poziom | Podziały                                  | #  | Słowenia | NUTS 1 | — | 1 |
| NUTS 2 | Makroregiony (kohezijske regije)          | 2  |          |        |   |   |
| NUTS 3 | Regiony statystyczne (statistične regije) | 12 |          |        |   |   |

## Kody NUTS
SI0 Słowenia
SI03 Słowenia Wschodnia (Vzhodna Slovenija)
SI031 Region statystyczny Mura (pomurska statistična regija)
SI032 Region statystyczny Drawa (podravska statistična regija)
SI033 Region statystyczny Karyntia (koroška statistična regija)
SI034 Region statystyczny Savinja (savinjska statistična regija)
SI035 Region statystyczny Centralna Sawa (zasavska statistična regija)
SI036 Region statystyczny Dolna Sawa (spodnjeposavska statistična regija)
SI037 Region statystyczny Słowenia Południowo-Wschodnia (jugovzhodna Slovenija)
SI038 Region statystyczny Primorska-Kraina Wewnętrzna (primorsko-notranjska statistična regija)
SI04 Słowenia Zachodnia (Zahodna Slovenija)
SI041 Region statystyczny Słowenia Środkowa (osrednjeslovenska statistična regija)
SI042 Region statystyczny Górna Kraina (gorenjska statistična regija)
SI043 Region statystyczny Gorycja (goriška statistična regija)
SI044 Region statystyczny Nadbrzeżny Kras (obalno-kraška statistična regija)
W wersji z 2003 roku kody wyglądały następująco:
SI0 Słowenia
SI00 Cała Słowenia
SI001 Region statystyczny Mura (pomurska statistična regija)
SI002 Region statystyczny Drawa (podravska statistična regija)
SI003 Region statystyczny Karyntia (koroška statistična regija)
SI004 Region statystyczny Savinja (savinjska statistična regija)
SI005 Region statystyczny Centralna Sawa (zasavska statistična regija)
SI006 Region statystyczny Dolna Sawa (spodnjeposavska statistična regija)
SI009 Region statystyczny Górna Kraina (gorenjska statistična regija)
SI00A Region statystyczny Kraina Wewnętrzna-Kras (notranjsko-kraška statistična regija)
SI00B Region statystyczny Gorycja (goriška statistična regija)
SI00C Region statystyczny Nadbrzeżny Kras (obalno-kraška statistična regija)
SI00D Region statystyczny Słowenia Południowo-Wschodnia (jugovzhodna Slovenija)
SI00E Region statystyczny Słowenia Środkowa (osrednjeslovenska statistična regija)

## Podział statystyczny Słowenii na poziomie NUTS-2
Na poziomie NUTS-2 Słowenia jest podzielona na 2 odrębne regiony statystyczne: Słowenię Wschodnią i Słowenię Zachodnią.

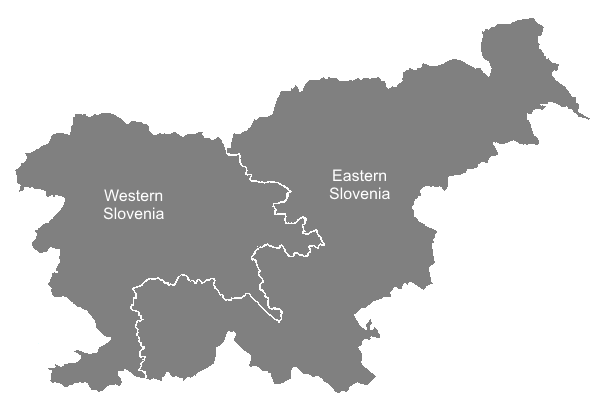
Podział Słowenii na dwa odrębne regiony statystyczne na poziomie NUTS-2: Słowenię Wschodnią i Słowenię Zachodnią.

| Regiony statystyczne na poziomie NUTS-2 | Regiony statystyczne na poziomie NUTS-2 | Regiony statystyczne na poziomie NUTS-2 | Regiony statystyczne na poziomie NUTS-2 | Regiony statystyczne na poziomie NUTS-2 | Regiony statystyczne na poziomie NUTS-2 |
| Polska nazwa                            | Słoweńska nazwa                         | Kod                                     | Stolica                                 | Powierzchnia (km2)                      | Populacja                               |
| --------------------------------------- | --------------------------------------- | --------------------------------------- | --------------------------------------- | --------------------------------------- | --------------------------------------- |
| Słowenia Wschodnia                      | Vzhodna Slovenija                       | SI01                                    | Maribor                                 | 12 212                                  | 1 084 300¹                              |
| Słowenia Zachodnia                      | Zahodna Slovenija                       | SI02                                    | Lublana                                 | 8061                                    | 933 800²                                |

¹ Dane dotyczą roku 2017.
² Dane dotyczą roku 2021.